# 杭州少年儿童公园

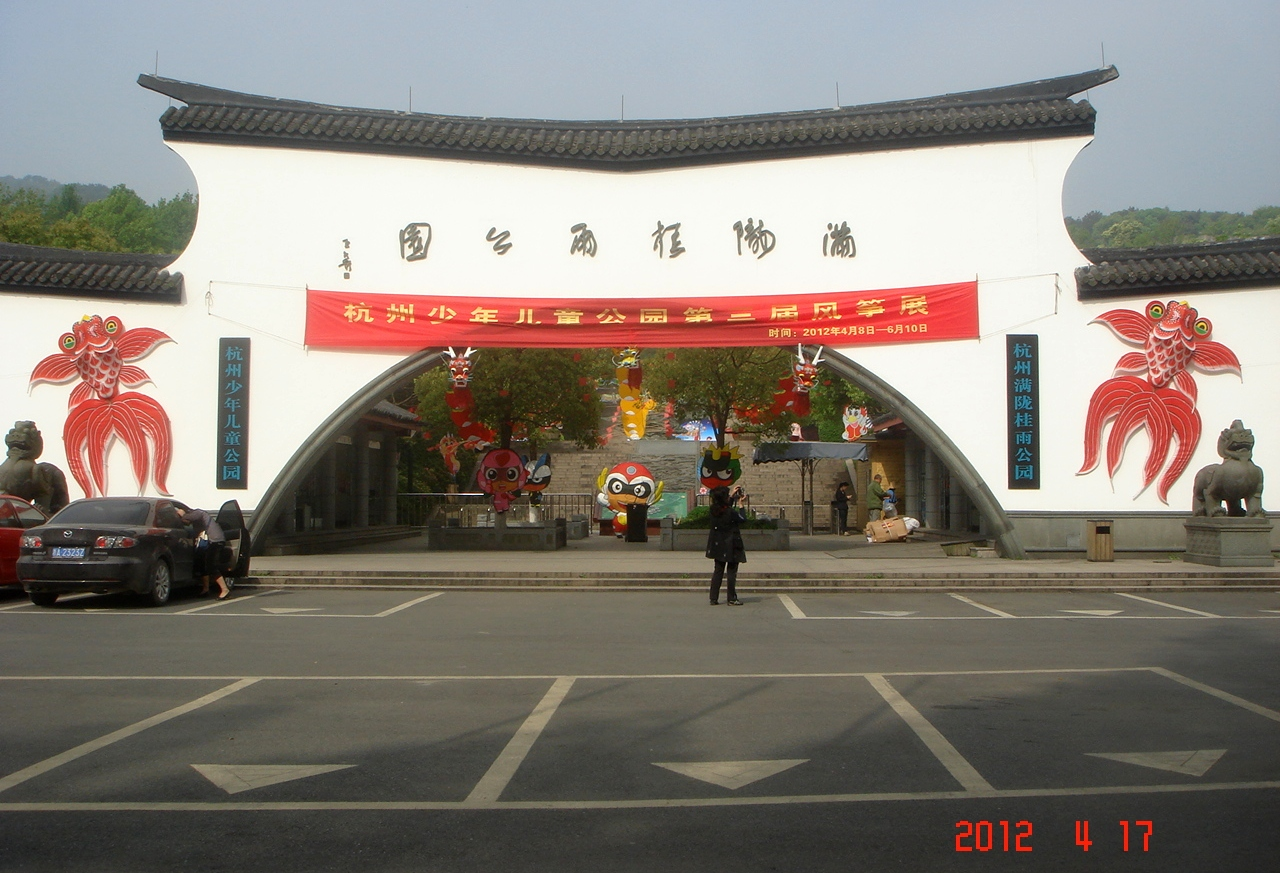
公园大门

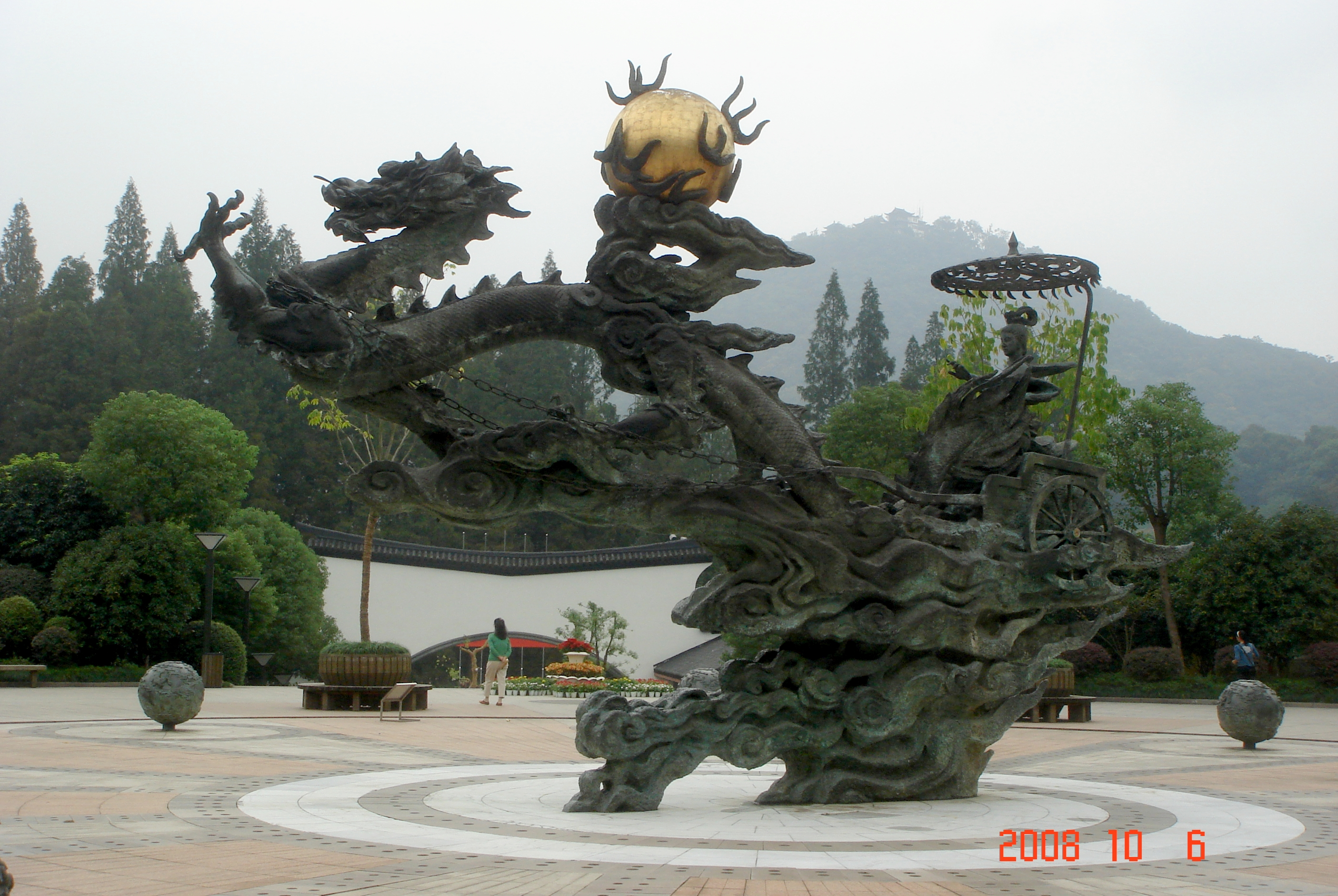
公园

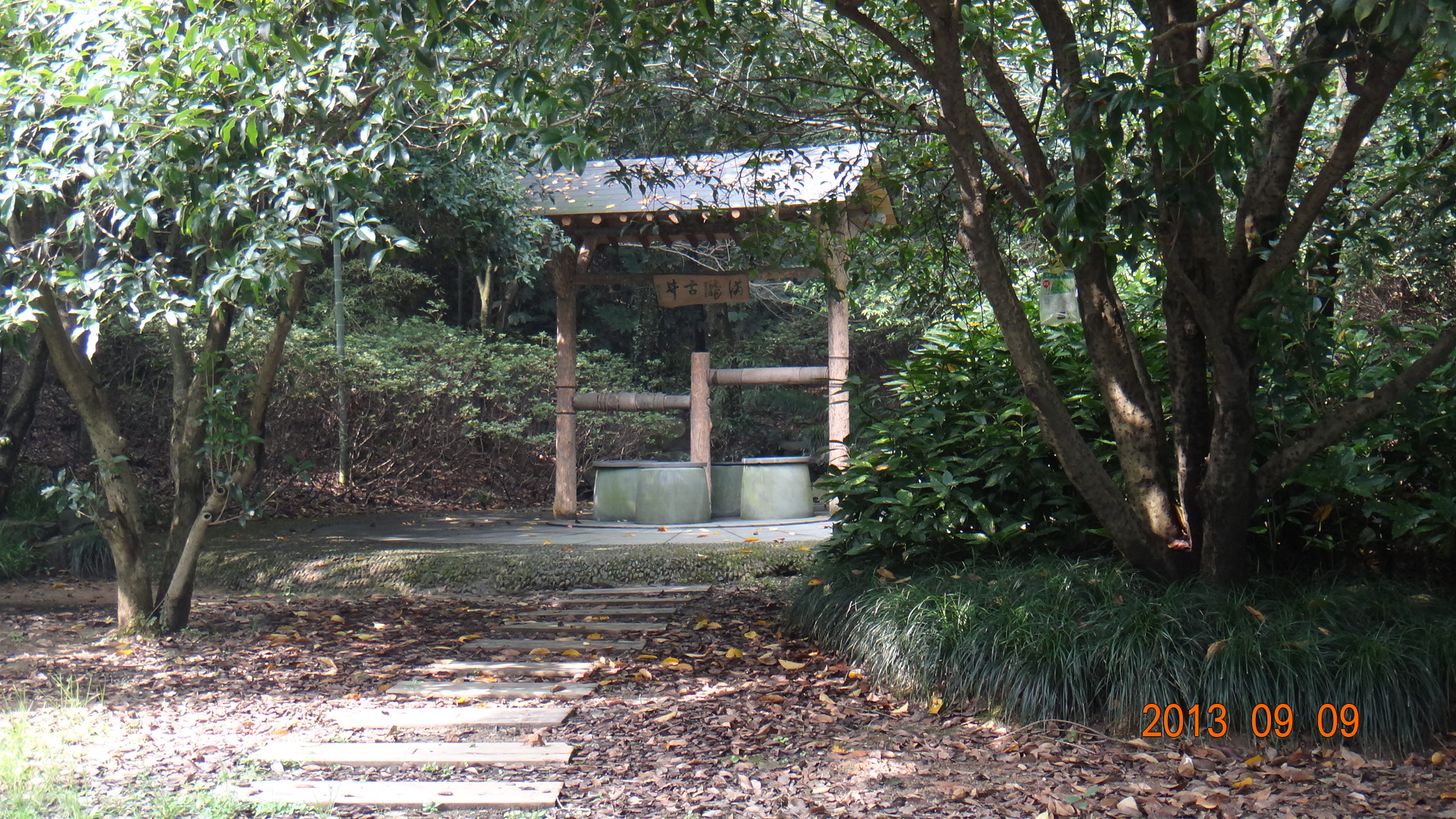
满陇古井

杭州少年儿童公园又名满陇桂雨公园，简称杭州少儿公园，是一个集休闲、娱乐于一体的少年儿童主题公园，位于杭州市西湖区虎跑路61号，东临虎跑路，南接杭州动物园，西靠虎跑后山，北邻满觉陇路，满陇桂雨是杭州“新西湖十景”之一。

## 简介
公园占地210亩，1996年10月1日正式对外开放，拥有50余项大、中、小型玩具设施，是杭州目前唯一的专门的少儿游乐园。玩乐项目主要有：碰碰车、碰碰船、太空漫步、峡谷漂流、蝙蝠飞车、4D影院、激流勇进、阿拉伯飞毯、惯性滑车、勇敢者上、卡通列车、空中观览车、水上行走、科学探索馆、海底世界、水上世界等。

## 游览
- 开放时间:8:15-16:30；
- 成人门票：15元（不含玩乐项目）；优待票（儿童/老人/学生）：8元（不含玩乐项目）；
- 公交车：可乘4路、4路区间、31路工作日、31路双休日节假日、180路、194路、197路、287路、287区间、315路、318路、318路区间、334路、514b线、822路到动物园站下车；